# امید (فیلم ۲۰۱۳)
امید (به کره‌ای: 소원، Sowon)(انگلیسی: Hope) فیلمی درام، محصول سال ۲۰۱۳ کشور کره جنوبی به کارگردانی لی جون ایک  است که با بازیگری سول کیونگ گو، اوم جی وون و لی ره  ساخته شده است. این فیلم برنده جایزه بهترین فیلم در ۳۴مین دوره جوایز فیلم اژدهای آبی شد.

این فیلم بر پایهٔ داستانی واقعی ساخته شده؛ درباره پرونده‌ای با نام «چو دو سون» بدنام (سال ۲۰۰۸)، که در آن دختر بچه‌ای ۸ ساله که در مطبوعات کره جنوبی "نا یونگ"  نامیده شده، توسط مردی ۵۷ ساله در سرویس بهداشتی عمومی مورد تجاوز جنسی و ضرب‌و‌شتم قرار گرفت.  دادگاه آن مرد را تنها به ۱۲ سال زندان محکوم کرد، که به‌دلیل وحشیانه بودن جنایت و پیشینه خشونت جسمی و جنسی او، خشم گسترده‌ای را در کشور کره‌جنوبی برانگیخت.

## داستان
دختر بچه‌ای به نام سو-وون زندگی آرام و دل‌پذیری را با والدین کارگرش، دونگ‌هون و می‌هی، سپری می‌کند. روزی در مسیر رفتن به مدرسه، سو-وون توسط مردی ناشناس به نام جونگ‌سول ربوده شده و مورد تجاوز و ضرب‌و‌شتم قرار می‌گیرد و در حالی که در وضعیت وخیمی بود،  رها می‌شود. خوشبختانه او زنده می‌ماند و با آمبولانس تماس می‌گیرد. 
پلیس والدینش، دونگ‌هون و می‌هی را از حمله باخبر می‌کند و آن‌ها با شتاب به بخش اورژانس می‌روند. با رسیدن به بیمارستان، از شدت جراحات سو-وون به‌شدت وحشت‌زده می‌شوند. یک جراح به پدر دختربچه «دونگ‌هون» اطلاع می‌دهد که سو-وون تا پایان عمر مجبور خواهد بود از «کیسه کولوستومی» استفاده کند. پس از آن‌که سو-وون به هوش می‌آید، باید مهاجمش را شناسایی کرده و با کمک روان‌پزشکش جونگ‌سوک، ، در دادگاه شهادت بدهد.
مهاجم سو-وون در خانه‌اش دستگیر می‌شود. این پرونده به موضوعی جنجالی در رسانه‌ها تبدیل می‌شود، که باعث وحشت و ناراحتی خانواده و دوستان او می‌گردد. زمانی که خبرنگاران به بیمارستان هجوم می‌آورند، دونگ‌هون سو-وون را به اتاقی دیگر می‌برد و او را از دید رسانه‌ها پنهان می‌کند. سو-وون دچار علائم اختلال استرس پس از سانحه (PTSD) می‌شود و برای مدتی کوتاه، پدرش را با مهاجم خود اشتباه می‌گیرد و وقتی او سعی می‌کند کیسه کولوستومی‌ او را درست کند، سرش فریاد می‌کشد. این صحنه دل دونگ‌هون را می‌شکند و زمانی که سو-وون حاضر نمی‌شود به او نگاه کند یا با او صحبت کند، بیشتر آزرده می‌شود. 

## بازیگران
- لی ره: در نقش ایم-سو-وون ( امید)
- سول کیونگ گو: در نقش ایم دونگ‌هون، پدر سو وون
- اوم جی وون: در نقش کیم می‌هی، مادر سو وون و همسر دونگ‌هون
- کیم هه سوک: در نقش سونگ جونگ سوک، روانپزشک
- کیم سانگ هو: در نقش هان گوانگ سیک، بهترین دوست دونگ‌هون
- را می ران: به عنوان دوست می‌هی و همسر گوانگ سیک
- یانگ جین سونگ: در نقش دو کیونگ، افسر پلیس
- کیم دو یوب: در نقش هان یونگ سوک، دوست سو وون و پسر گوانگ سیک
- کانگ سونگ هائه: در نقش چوی جونگ سول، مجرم